# عباس واعظ طبسی
عباس واعظ طبسی (۳ تیر ۱۳۱۴ – ۱۴ اسفند ۱۳۹۴) مجتهد، تولیت آستان قدس رضوی را از ۱ اسفند ۱۳۵۸ تا پایان عمر (۱۴ اسفند ۱۳۹۴) عهده‌دار بود. نمایندهٔ ولی فقیه در خراسان رضوی، مدیر عالی حوزهٔ علمیه خراسان رضوی، بنیان‌گذار دانشگاه رضوی، عضو مجلس خبرگان رهبری و عضو مجمع تشخیص مصلحت نظام بود.
عباس پالیزدار، او را به «فساد اقتصادی»، «رانت خواری» و در برخی موارد به «فساد اخلاقی» متهم کرد که هیچ‌کدام ثابت نشد.

## زندگی شخصی

### تولد
عباس واعظ طبسی، در ۳ تیر ۱۳۱۴ در مشهد متولد شد. پدر او، غلامرضا واعظ طبسی، از روحانیون تأثیرگذار زمان خود به‌شمار می‌آمد. عباس واعظ طبسی پس از گذراندن تحصیلات ابتدایی و متوسطه، به تحصیل علوم حوزوی علاقه‌مند شد و در سن ۱۶ سالگی با حضور در حوزهٔ علمیهٔ مشهد دروس مقدمات، سطح و خارج را در این حوزه گذراند. آشنایی وی با سید مجتبی نواب صفوی در سال ۱۳۳۰، باعث تکوین روحیهٔ مبارزه با دودمان پهلوی شد. دیدار او با سید علی خامنه‌ای و سید مجتبی نواب صفوی موجب شد تا برای مبارزه علیه رژیم، یک گروه تشکیل دهند و از آن پس، مبارزه علنی عباس واعظ طبسی با دودمان پهلوی آغاز شد.

### خانواده
پدر وی، غلامرضا واعظ طبسی از مبلغان مشهد بود. طبسی، در یک سالگی پدرش را از دست داد و دوران کودکی را با سرپرستی مادر پشت سر گذاشت. مصطفی واعظ طبسی پسر سوم عباس واعظ طبسی و رئیس دفتر تولیت آستان قدس رضوی تا زمان درگذشت پدرش بود.

## استادان
عباس واعظ طبسی از آموزه‌های افرادی چون محمدتقی ادیب نیشابوری، مدرس یزدی، شیخ هاشم قزوینی، میرزا جواد آقا تهرانی، آیت الله میلانی و میرزا حسین فقیه سبزواری برخوردار گردید و فلسفه، فقه، اصول، کلام و سایر علوم اسلامی را نزد آنان آموخت.
وی در جایگاه عالی‌رتبه‌ترین مقام رسمی حوزه علمیه مشهد، شورای عالی حوزه علمیه خراسان را تشکیل داد و حوزه علمیه این شهر را که ضلع سومی برای حوزه‌های علمیه قم و اصفهان محسوب می‌شود، گسترش دهد.

## فعالیت‌های انقلابی
عباس واعظ طبسی به همراه سید علی خامنه‌ای و سید عبدالکریم هاشمی نژاد روحانیونی بودند که هستهٔ مرکزی فعالیت‌های انقلابی در مشهد با محوریت حرم علی ابن موسی الرضا را مدیریت می‌کردند. وی شدیداً تحت تأثیر نواب صفوی بود و در طول سال‌های ۱۳۳۱ تا ۱۳۳۴ در سخنرانی‌های خود به مخالفت با رژیم پهلوی برخاست و سرانجام در سال ۱۳۳۴ مجدداً ممنوع‌المنبر شد و این منع تا هنگام سقوط رژیم پهلوی ادامه یافت.
عباس واعظ طبسی اولین بار در سال ۱۳۴۱ دستگیر و راهی زندان ساواک شد. چند بار قبل از این هم دستگیر شده بود اما زندانی نشد.

عباس واعظ طبسی در سال ۱۳۴۳ به همراه سید حسن میردامادی نجف‌آبادی (از منسوبان سید علی خامنه‌ای)، سید محمود مجتهدی (برادر سیدعلی سیستانی) و مدرس یزدی نزد سید روح‌الله خمینی رفت و در جلسه‌ای با حضور مردم در خصوص اتفاقات ۱۵ خرداد سخنرانی کرد که خمینی تحت تأثیر صحبت‌های او به گریه افتاد. پس از آن دوباره در راه‌آهن قم دستگیر و به زندان قزل قلعه منتقل شد. در این دیدار سید روح‌الله خمینی در مورد او گفت: 
من به شما از دو حیث ارادت دارم، بخاطر خودتان و به خاطر مرحوم والدتان، چه بسیار افرادی غیرمسلمان بودند که تحت تأثیر منطق و کلام مؤثر و پرجاذبه او به اسلام مشرف شدند و در کشورهای عربی موقعیت ویژه‌ای داشت.
عباس واعظ طبسی اولین بار در سال ۱۳۴۴ در مراسمی که برای سخنرانی در رفسنجان دعوت شده بود محمدجواد باهنر را ملاقات کرد و آنها قبل از سخنرانی موضوعات قابل طرح را مرور کردند. پس از سخنرانی به وی اعلام شد که ممنوع‌المنبر است. باهنر چند بار پس از انقلاب به مشهد آمد و از دانشگاه علوم اسلامی رضوی بازدید کرد و قرار بود در این دانشگاه به واعظ طبسی کمک کند که در ۸ شهریور ۱۳۶۰ کشته شد.

## سمت‌ها
عباس واعظ طبسی سمت‌های زیر را در جمهوری اسلامی ایران دارا بود:
- تولیت آستان قدس رضوی پس از پیروزی انقلاب ایران از ۱۳۵۷ تا ۱۳۹۴
- نماینده ولی فقیه در استان خراسان (رضوی، شمالی و جنوبی)
- مدیر عالی حوزه علمیه خراسان
- عضو مجلس خبرگان رهبری
- عضو مجمع تشخیص مصلحت نظام[۱۱]

## تولیت آستان قدس رضوی

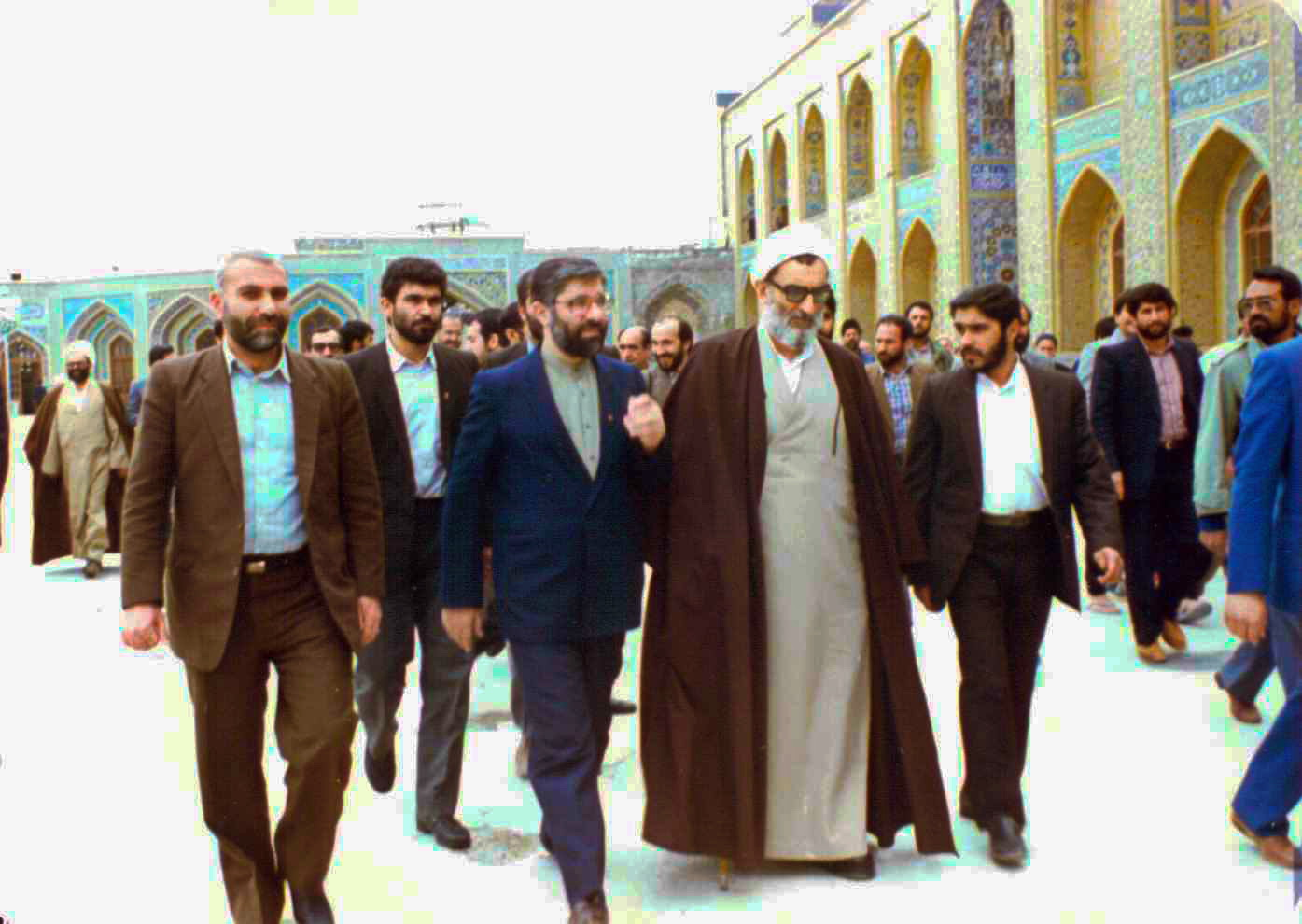
عباس واعظ طبسی و نخست‌وزیر وقت میرحسین موسوی در حرم امام رضا؛ ۱ اردیبهشت ۱۳۶۶

در ۲۵ بهمن ۱۳۵۷ سرپرستی آستان قدس رضوی توسط روح‌الله خمینی به واعظ طبسی محول شد. دو سال بعد وی حکم تولیت آستان قدس رضوی را از سید روح‌الله خمینی دریافت کرد.

### حکم تولیت آستان قدس رضوی
حکم انتصاب به تولیت استان قدس رضوی به شرح ذیل است:
بسم الله الرحمن الرحیم
جناب آقای مستطاب حجت‌الاسلام جناب آقای عباس واعظ طبسی دامت افاضاته نظر به سابقه‌ای که جنابعالی در اداره امور آستان مقدس حضرت ثامن الائمه صلوات ا… و سلامه علیه و علی آبائه الطاهرین دارید و اعتمادی که دراین‌باره به جنابعالی می‌باشد به سمت تولیت آن آستانه مقدسه منصوب می‌شوید تا با کمال جدیت و به‌طور دقیق از متعلقات آنجا خصوصاً کتابخانه و خزینه و محتویات ضریح مقدس و موقوفات و سایر متعلقات آن آستان مقدس محافظت کامل را بفرمایید و از حیف‌ومیل و ضیاع اموال جلوگیری نمایید و حضرات خدام محترم با جنابعالی در این امر لازم تشریک مساعی خواهند نمود و آنچه لازم به تذکر است این مطلب می‌باشد که هیچ‌یک از نهادهای جمهوری اسلامی مانند جهاد سازندگی و همچنین وزارت ارشاد ملی یا اشخاص عادی حق دخالت در موقوفات و سایر متعلقات آستان قدس را ندارد. از خدای تعالی موفقیت را در انجام وظایف الهی مسئلت دارم.

والسلام علیکم و رحمه الله و برکاته_۱۸ جمادی‌الاولی ۱۴۰۰_۱۵ فروردین ماه ۱۳۵۹ / روح ا… الموسوی الخمینی

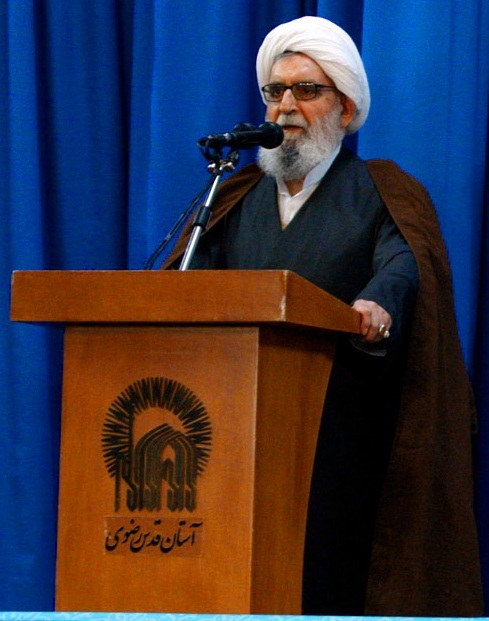
طبسی در مقام تولیت آستان قدس رضوی، ۱۳۹۲

### حفاظت و صیانت از موقوفات
واعظ طبسی از همان ابتدای شروع کار در پست سرپرستی و سپس تولیت آستان قدس رضوی مهم‌ترین وظیفه آستان قدس رضوی را حفاظت و صیانت از موقوفات امام رضا اعلام کرد؛ و در همین زمینه مورد تقدیر خمینی قرار گرفت.

### ایجاد بزرگ‌ترین هلدینگ اقتصادی شرق کشور
عباس واعظ طبسی با ایجاد یک تشکیلات نظارتی منسجم اقتصادی که برخی آن را مدیریت موفق اسلامی نامیده‌اند، در سال‌های پس از پیروزی انقلاب ۱۳۵۷، به پشتوانه درآمد حاصل از نذورات زائرین و وقف‌کنندگان آستان قدس رضوی، این سازمان را به یکی از موفق‌ترین سازمانهای جمهوری اسلامی در کسب درآمد تبدیل کرد. هم‌اکنون آستان قدس رضوی علاوه بر ایجاد تسهیلات فراوان برای زائران حرم علی بن موسی الرضا (ع)، مدیریت بزرگ‌ترین هلدینگ اقتصادی شرق کشور را برعهده دارد. هرچند سیستم شفافی در رابطه با سرمایه و میزان درآمد این سازمان بزرگ اقتصادی و نحوه هزینه کردن این درآمد و اخذ مالیات وجود ندارد.

## موقوفات
عباس واعظ طبسی در تاریخ ۵ جمادی‌الثانی ۱۴۲۴ قمری برابر با سیزدهم مرداد ماه ۱۳۸۲ خورشیدی یک باب کتابخانه و حسینیه امام رضا، واقع در کوچه ناظر مشهد، مشتمل بر چندین بلوک را تجمیع و به صورت یک ساختمان حسینیه و کتابخانه که دارای دو سالن در طبقات زیرین و همکف و ۵ دستگاه واحد مسکونی در ۳ طبقه احداث، و با هدف تنظیم و ترویج شعائر مذهبی و تقویت مبانی دینی، به ویژه برگزاری مجالس تبلیغی و ترویجی در ماه رمضان و محرم و صفر و مناسبت‌های اعیاد و موالید و وفیات پیامبر اسلام، فاطمه دختر پیامبر اسلام و امامان شیعیان وقف آستان قدس رضوی کرد.
طبق وصیت او، متولی کتابخانه و حسینیه امام رضا باید از نسل او بشرط معمم بودن باشد.

## دارایی‌ها
مؤسسه ایران فوکس با تخمین زدن ثروت آستان قدس رضوی در حدود ۷۷۰ میلیون دلار این سازمان را به عنوان ششمین سازمان ثروتمند ایران به حساب می‌آورد. منابع داخلی اشاره‌ای به میزان دارایی‌های واعظ طبسی نکرده‌اند. آستان قدس رضوی وی را به عنوان یکی از مهم‌ترین واقفان بعد از انقلاب اسلامی پس از سید علی خامنه‌ای معرفی کرد.

### اتهام فساد مالی
عباس پالیزدار طی سخنرانی‌هایی در ۱۴ اردیبهشت ۱۳۸۷ در دانشگاه بوعلی همدان و ۷ خرداد همان سال در دانشکده حقوق دانشگاه شیراز، عباس واعظ طبسی و دستکم ۵۰ تن از مقامات ارشد و روحانیان با نفوذ جمهوری اسلامی را با ذکر نام به «فساد اقتصادی»، «رانت خواری» و در برخی موارد به «فساد اخلاقی» متهم کرد.

## جایگاه سیاسی
عباس واعظ طبسی یکی از حامیان مهم خامنه‌ای و از دوستان نزدیک وی و نیز از طرفداران نظریهٔ ولایت مطلقهٔ فقیه بود. قدرت و نفوذ عباس واعظ طبسی از استاندار‌های رسمی خراسان (رضوی، شمالی و جنوبی) نیز بیشتر بود. پس از درگذشت او مناصب و پست‌های او بین ۱۳ نفر تقسیم شد:
- ۷ نفر به جای مدیر عالی حوزه علمیه خراسان
- ۳ نفر به جای نماینده ولی فقیه در استان‌های خراسان

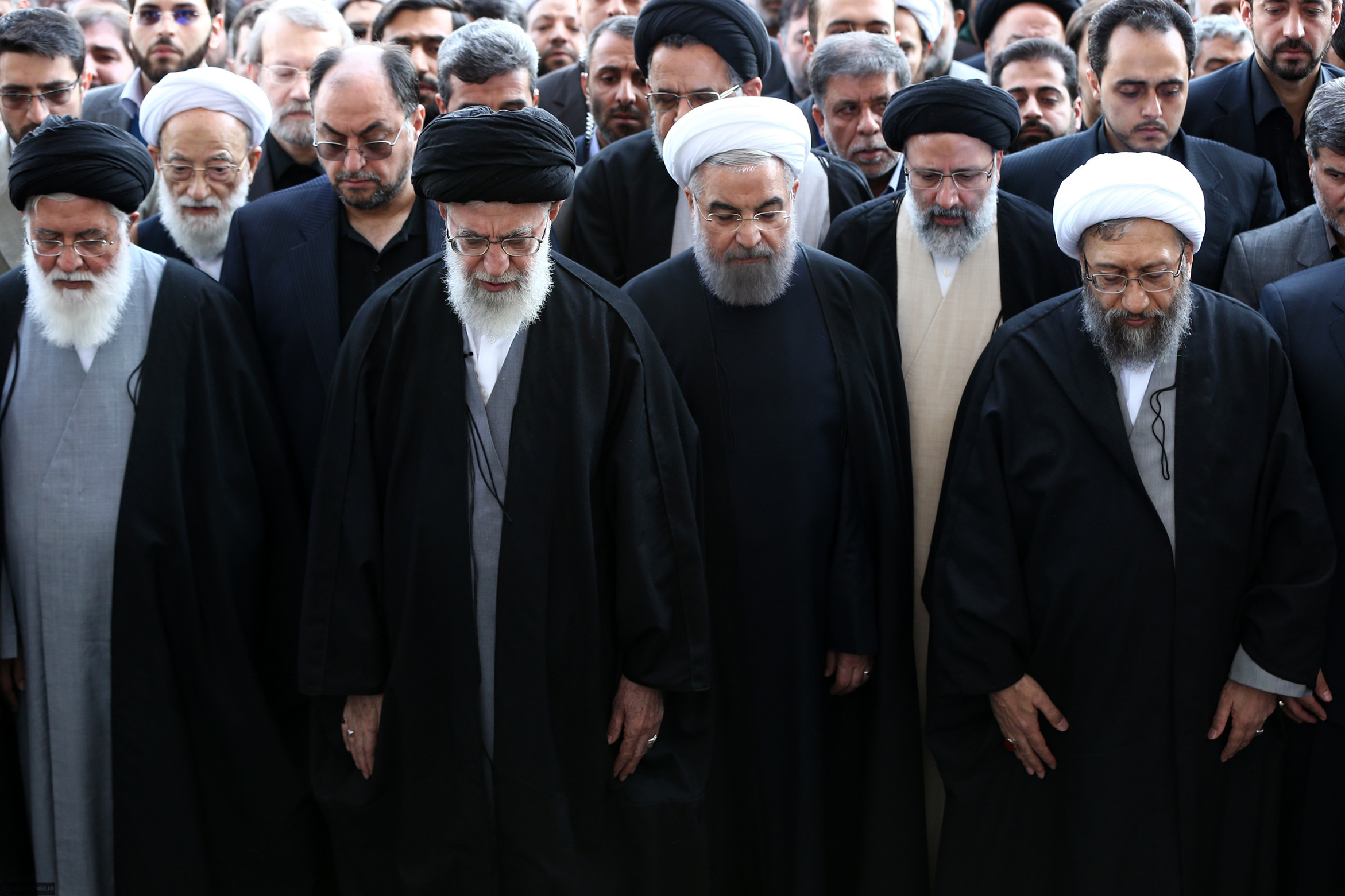
سران کشور در حال خواندن نماز میت به امامت سید علی خامنه‌ای بر پیکر واعظ طبسی

- ۱ نفر تولیت آستان قدس رضوی
- ۱ نفر عضو مجمع تشخیص مصلحت
- ۱ نفر عضو مجلس خبرگان[۲۶]

## درگذشت
او روز جمعه ۷ اسفند ۱۳۹۴ پس از شرکت در انتخابات، دچار عارضه مغزی و وقفه تنفسی شد و به اورژانس بیمارستان امام رضا مشهد انتقال یافت. سرانجام پس از یک هفته در کما سپری کردن ، در ساعت ۲ بامداد روز جمعه چهاردهم اسفند ۱۳۹۴ در ۸۰ سالگی درگذشت. در پی درگذشت او، سه روز عزای عمومی در خراسان اعلام شد و ادارات و مدارس مشهد شنبه ۱۵ اسفند ۱۳۹۴ تعطیل شد. مراسم خاکسپاری او در صبح ۱۵ اسفند ۱۳۹۴ برگزار شد. سید علی خامنه‌ای بر پیکر وی نماز خواند و سران سه قوه در این مراسم حضور داشتند. پیکر او در رواق توحیدخانه در نزدیکی ضریح علی بن موسی الرضا به خاک سپرده شد.
پس از درگذشت واعظ طبسی، سید ابراهیم رئیسی با حکم سید علی خامنه‌ای تولیت آستان قدس رضوی شد.